# Jean-Baptiste Cécille
Pour les articles homonymes, voir Amiral Cécille.
Jean-Baptiste Thomas Médée Cécille, né le 16 octobre 1787 à Rouen et mort le 9 novembre 1873 à Saint-Servan, est un militaire, diplomate et homme politique français.

## Biographie
Officier dans la Marine, commandant de la corvette L'Héroïne, il quitta Brest, en juillet 1837, pour l'Amérique latine puis l'Afrique australe. Il navigua jusqu'au Cap de Bonne-Espérance pour y représenter la France et assurer la protection des pêcheurs de baleines et apporter aux missions catholiques françaises le soutien officiel du gouvernement. Il reconnait les île-du-Prince-Édouard, l'archipel Crozet et l'île Saint-Paul. Des lieux sur l'Île de la Possession, où il fit escale, furent rebaptisés dans les années 1960 en hommage à Cécille et à son navire : le Cap de l'Héroïne et le Mont Cécille. 
Lors de campagnes autour d’Akaroa, il s’empare de plusieurs artéfacts māori qu’il remet à son retour en France au Muséum d'histoire naturelle de Rouen, notamment des éléments de pirogue. 
En dépit de l'installation britannique à Hong Kong, il ne peut obtenir du pouvoir une implantation à Sulu ou Busilan où il châtie des pirates en 1845.
Il découvrit également en 1846 un archipel japonais auquel il donna son nom, avant qu'il ne soit plus tard rebaptisé îles Ryūkyū.
Grand officier de la Légion d'honneur le 3 mai 1849, il fut promu aux grades de contre-amiral (2 juin 1847), puis vice-amiral (23 décembre 1847) et fut également membre du Conseil d'Amirauté.
Reconverti dans la politique, il fut représentant de la Seine-Inférieure à l'Assemblée constituante de 1848 et à l'assemblée législative. Soutien de Louis-Napoléon Bonaparte, il fut également ambassadeur de France à Londres. Il a été élevé à la distinction de sénateur en 1852.
Il est créé comte romain en 1847 par le pape Pie IX. Il est inhumé au cimetière monumental de Rouen.

## Distinctions
- Grand officier de la Légion d'honneur (1849).

## Postérité
Créé en 2006, le centre de Préparation Militaire Marine (PMM) de Rouen porte le nom du vice-amiral Cécille.